# Credne
Credne [ˈkʲrʲeːðʲnʲe], auch Crédne oder Creidhne ist eine Sagengestalt der keltischen Mythologie Irlands.
Credne ist als Bronze/Kupferschmied einer der drei "Götter des Handwerks" bei den Túatha Dé Danann und somit mit seinen Brüdern Goibniu und Luchta ein Kind der Danu. Er ist die Verkörperung des Kunstschmiedehandwerks und hilft die Waffen der Tuatha de Danaan zu reparieren. In der Schlacht von Mag Tuired schmiedet Goibniu für die Kämpfer mit drei Schlägen Lanzenspitzen und Schwerter, Luchta haut mit drei Beilschlägen den Schaft zu und Credne befestigt sie mit drei Schlägen daran.
Zusammen mit dem Arzt Dian Cecht verfertigt er die Silberhand für König Nuada.
Creidne ist auch der Name einer mythologischen irischen Kriegerin.